# Oliveto Lario
Oliveto Lario (lombardul: Olivee) település Olaszországban, Lombardia régióban, Lecco megyében. Lakosainak száma 1199 fő (2023. január 1.). Oliveto Lario Barni, Civenna, Lierna, Mandello del Lario, Valbrona, Bellagio, Lasnigo, Magreglio és Abbadia Lariana községekkel határos.

## Népesség
A település lakossága az elmúlt években az alábbi módon változott:
| Lakosok száma | 1243 | 1227 | 1199 |
|               | 2017 | 2018 | 2023 |